# Wilhelm Nisser
Carl Wilhelm Martinsson Nisser, född 28 februari 1897 i London, Storbritannien, död 7 juni 1961 i Åsbo församling, Östergötlands län, var en svensk konsthistoriker.

## Biografi
Wilhelm Nisser var ett av åtta barn till bruksdisponenten och sedermera frälsningssoldaten Martin Nisser (1872–1930) och Elisabet Wettergren (1872–1961) samt sonson till Martin Nisser. Han blev filosofie licentiat vid Uppsala universitet 1923 samt filosofie doktor och docent i konsthistoria 1927 med avhandlingen Michael Dahl and the Contempory Swedish School of Painting in England . Hans forskningsområde var främst 1600- och 1700-talens svenska konst. 
Han gifte sig 1934 med Elsa Anna Cecilia Hultberg.

## Bilder

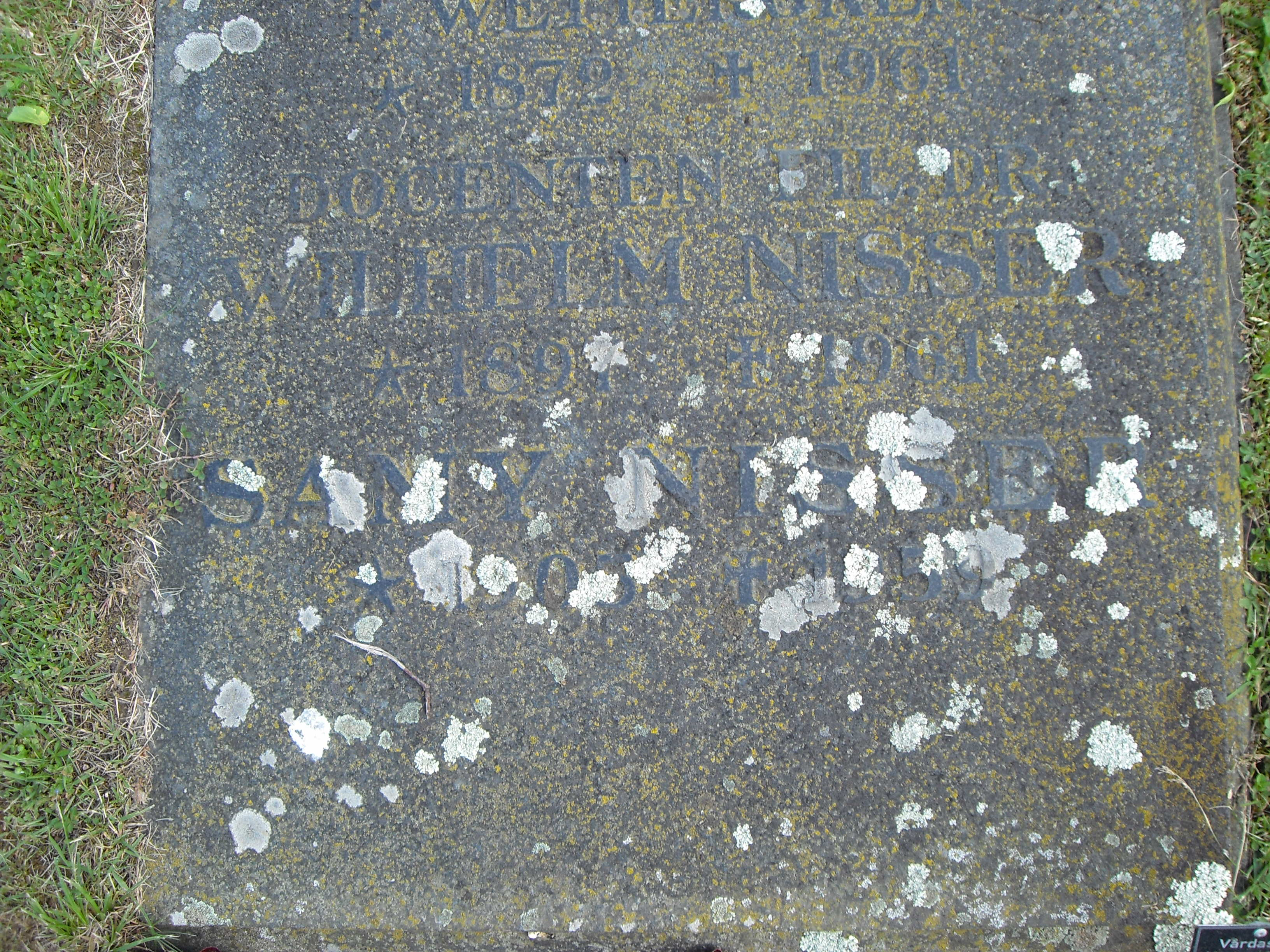
Gravsten på Ekeby kyrkogård.